# Benthopectinidae
De Benthopectinidae zijn een familie van zeesterren uit de orde van de Notomyotida.

## Geslachten
- Acontiaster Döderlein, 1921
- Benthopecten Verrill, 1884
- Cheiraster Studer, 1883
- Gaussaster Ludwig, 1910
- Myonotus Fisher, 1911
- Nearchaster Fisher, 1911
- Pectinaster Perrier, 1885
- Pontaster Sladen, 1885